# Odznaka „Uczestnik ATO”
Odznaka „Uczestnik ATO” (ukr. Нагрудний знак «Учасник АТО») – odznaka Szefa Sztabu Generalnego Sił Zbrojnych Ukrainy nadawana personelowi wojskowemu, który brał bezpośredni udział w starciach bojowych w strefie operacji antyterrorystycznej (po ukraińsku w skrócie ATO) na wschodzie Ukrainy.
Odznaka została ustanowiona 16 lipca 2015 roku dekretem Szefa Sztabu Generalnego Ukrainy gen. Wiktora Mużenki.

## Zasady nadawania
Odznaka nadawana jest na podstawie rozkazów szefów pionów strukturalnych Ministerstwa Obrony Ukrainy i Sztabu Generalnego Sił Zbrojnych Ukrainy, organów administracji wojskowej, jednostek, jednostek wojskowych, wojskowych instytucji edukacyjnych, instytucji i organizacji. W przypadku zwolnienia żołnierza ze służby wojskowej przed uzyskaniem statusu uczestnika działań wojennych, odznakę nadaje się na podstawie zarządzenia komisarza wojskowego komisariatu wojskowego, w którym jest zarejestrowany, po uzyskaniu statusu uczestnika w działaniach wojennych.
W pierwszej kolejności odznaka nadawana jest żołnierzom zdemobilizowanym na podstawie rozkazów komisariatów wojskowych. Może być wydawana także na podstawie zarządzeń Ministerstwa Obrony Ukrainy i Sztabu Generalnego Sił Zbrojnych Ukrainy, organów administracji wojskowej, jednostek wojskowych, instytucji i organizacji oświatowych.

## Opis
Odznaka ma kształt koła, na którego awersie znajduje się sokół trzymający w szponach dwa węże, a na rewersie napis УЧАСНИК АТО. Ptak symbolizuje odwagę i gotowość do walki, zaś złapane przez niego węże to dwa nieuznawane państwa terrorystyczne na wschodzie Ukrainy, DNR i ŁNR, z którymi walczy Ukraina. Odznaka jest zawieszona na niebiesko-żółtej wstążce, która symbolizuje flagę Ukrainy. Czerwony i czarny pasek przy brzegu symbolizuje miłość i smutek – ludowe symbole ukraińskie, które idą ramię w ramię w walce o szczęśliwe i spokojne życie.